# پتاسیم آنتیمونیل تارترات
پتاسیم آنتیمونیل تارترات (به انگلیسی: Potassium antimonyl tartrate) با فرمول شیمیایی K۲Sb۲(C۴H۲O۶)۲ · 3 H۲O یک ترکیب شیمیایی است. شکل ظاهری این ترکیب، پودر بلورین سفید است.